# 阿尔哈拉区
阿尔哈拉区（俄语：Архаринский район）是俄罗斯联邦阿穆尔州下辖的一个区，其行政中心为阿尔哈拉。据2016年统计，该区的人口为15187人。